# Megamastax amblyodus
Megamastax amblyodus — хижа риба, виявлена китайськими палеонтологами в піздньосилурійських відкладах. Родову назву Megamastax складено з грецьких коренів і означає щось на зразок «великі щелепи». Крім щелеп (нижньої і фрагмента верхньої) від цієї риби поки нічого не знайшли. Так що інформації про неї замало.
Вік шару, в якому знайдено Megamastax становить не менше 423 млн років. Це пізній силур, і навіть не самий його кінець. Мегамастакс, безсумнівно, належить до кісткових риб: його щелепи мають набір кісток, цілком типовий для представників цього класу. Родинні зв'язки мегамастакса всередині кісткових риб не цілком ясні, бо надто невичерпний одержаний матеріал. Автори опису висловлюють припущення, що він близький до кистеперих риб, але від категоричності утримуються.
Відповісти на питання щодо розмірыв мегамастакса точно, маючи на руках тільки щелепи, не можна. Однак, є інші силурійські кісткові риби, більш дрібніші, ніж мегамастакс, але вони збереглися набагато краще. Ретельне порівняння з ними (особливо з Guiyu oneiros) якраз і дозволило оцінити розмір нової знахідки. Палеонтологи знайшли рештки 2-х прим. мегамастакса, один з яких більший за іншого. Проміри і розрахунки показали, що повна довжина одного примірника, найімовірніше, була не менш 645 і не більше 904 мм, а довжина другого — не менше 868 і не більше 1215 мм. Мабуть, перший примірник був молодшим. Ну а дорослий мегамастакс — це рибина завдовжки приблизно в 1 м.
Мегамастакс був хижаком — на зовнішніх кістках його щелеп сидять типові для древніх хижих кісткових риб невеликі «ікла» — знаряддя захоплення здобиччі. Але якою була ця здобич? Увагу дослідників привернули так звані вінцеві кістки мегамастакса, розташовані на внутрішній стороні його нижньої щелепи. На цих кістках теж сидять зуби, але не гострі, як у більшості інших хижих риб, а притуплені, з широкою основою. Мабуть, мегамастакс спеціалізувався на крупній, але твердій здобиччі, яку треба було розчавлювати. Досить імовірно, що цією здобиччю були численні в силурі панцирні безщелепні. Якщо так, значить мегамастакс — найдавніший хребетний хижак, що спеціалізувався на харчуванні іншими хребетними. До нього такої екологічної ніші не існувало.

## Ресурси Інтернету
- Ястребов С. В силурийских отложениях Китая найден древнейший позвоночный хищник [Архівовано 26 червня 2014 у Wayback Machine.]